# Нильссон, Вера
Вера Амалия Марта Нильссон (швед. Vera Amalia Märta Nilsson; 1 июня 1888, Йёнчёпинг — 13 мая 1979, Стокгольм) — шведская художница и рисовальщица, представительница экспрессионизма. Считается одним из крупнейших художников Швеции XX века.

## Биография и творчество
Вера Нильссон родилась в 1888 году в Йёнчёпинге. Она была младшей из четверых детей Карла Нильссона и Ады Сьоберг. Все дети получили хорошее образование и стали впоследствии учителями. Ещё в школьные годы Вера начала брать частные уроки рисунка, благодаря чему в 1906 году смогла поступить в Техническую школу (швед. Tekniska skolan, ныне Университет-колледж искусств, ремёсел и дизайна) в Стокгольме. Во время обучения она приняла решение стать художницей. Отец, вначале противившийся её выбору, позднее дал своё согласие, и Вера отправилась в Гётеборг, где поступила в Художественную школу Валанд (швед. Valand målarskola, ныне Академия Валанд). Её учителем был Карл Вильгельмсон, у которого в этот период учились также будущие художницы Май Бринг и Молли Фаустман.
В 1911 году Вера Нильссон продолжила обучение в Париже. Её учителями были Анри ле Фоконье и Мария Васильева. В 1912 году она побывала на выставке в Кёльне, где демонстрировались работы Ван Гога, которые произвели на неё огромное впечатление и оказали влияние на её последующее творчество.
Когда началась Первая мировая война, Нильссон была в Боргхольме, однако позднее переехала в Копенгаген, где условия жизни были лучше и где было больше возможностей для знакомства с мировым искусством. Художница жила там с 1916 по 1919 год и проводила летние месяцы на острове Эланд. В этот период она писала городские пейзажи, парки и портреты. Картины Нильссон в стиле кубизма отличались подчёркнутой экспрессивностью и смелыми красками. Критики, в целом исключительно положительно отзывавшиеся о её работах, отмечали самобытность живописи Нильссон, совершенно не похожей на типичное «женское искусство».
В последующие годы Нильссон жила в основном в Боргхольме, а летнее время проводила на Эланде. На протяжении тридцати лет она писала эландские пейзажи, представляя их то тёмными и мрачными, то яркими и красочными, то тёплыми и прозрачными.
Первая выставка Нильссон, совместно с Молли Фаустман, состоялась в 1917 году; следующая — в 1918-м. В 1919 году Нильссон побывала в Испании, где на неё произвели сильное впечатление работы Эль Греко. В 1922 году в Париже родилась её дочь Катарина, которую впоследствии художница будет часто изображать в своих картинах и которая впоследствии тоже станет художницей. Помимо портретов собственной дочери, Нильссон вообще любила писать детей, но эти её работы имели неоднозначную репутацию, так как были слишком далеки от традиционных идеализированных детских образов.
В 1927 году Нильссон получила стипендию, которая позволила ей с дочерью отправиться на два года в Италию. В 30-е годы она много путешествовала (побывав в том числе в Советском Союзе) и много выставлялась — в Дании, Голландии, Бельгии. Первая её персональная выставка состоялась в 1933 году в Стокгольме. В 1938 году она написала, под влиянием событий гражданской войны в Испании, монументальное полотно «Деньги против жизни» (швед. Penning contra liv), одну из самых известных своих работ.
В начале 1940-х годов Нильссон несколько раз проводила летние месяцы в рыбацкой деревне в Бохуслене, где создала серию картин. Во время Второй мировой войны художница жила в Линчёпинге и продолжала выставляться в Швеции. После войны она снова отправилась в Париж, где скульптор Лисс Эрикссон познакомил её со студентами из Сенегала. Нильссон прониклась интересом к движению негритюда и в 1949 году поехала в Сенегал, где провела четыре месяца, запечатлевая местную жизнь в рисунках и картинах. Ранее, в 1948 году, она была награждена медалью Принца Евгения.
В 1951 году Нильссон получила первый официальный заказ на фрески для школы Вастерторп (швед. Västertorpskolan) в Стокгольме. На ней должна была быть изображена битва добра и зла в классической сказке «История Солнца и бури» (швед. Sagan om solen och stormen). В дальнейшем она получала и другие заказы, среди которых было художественное оформление Стокгольмского метро, в частности, станции T-Centralen. В 1953 году Вера Нильссон стала первой женщиной — членом шведской Королевской академии искусств.
В 1960 году Нильссон пересекла Средиземное море на грузовом корабле. Бейрут, куда на своём пути заходил корабль, стал одним из мотивов её творчества. В 1960 годы в работах художницы также усилились пацифистские мотивы. Так, опасаясь угрозы ядерной войны, она создала серию картин, изображающих разрушенный, опустошённый мир. В 1966 году Нильссон побывала в Нью-Йорке и на Мартинике. В 1968 году прошла её персональная выставка в Академии искусств в Стокгольме. Ещё одна крупная ретроспективная выставка состоялась там же в 1975 году. Последней работой художницы стала так называемая «Открытка мира» (швед. Fredskortet), с изображением женщин и надписью «Женщины остановят гонку вооружений». Она была напечатана на трёх языках — шведском, английском и французском; художница сама ездила на такси и раздавала открытки. Оставшиеся были распроданы с помощью Международного женского союза за мир и свободу.
Вера Нильссон умерла 13 мая 1979 года в Стокгольме. Она похоронена в Йёнчёпинге.